# Филократ
Филократ (др.-греч. Φιλοκράτης; IV век до н. э. — IV век до н. э.) — древнегреческий оратор и политик Афин. В его честь назван мирный договор — Филократов мир — который был заключён македонским царём Филиппом II и Афинами после того, как в 348 году до н. э. Филиппом II был разрушен город Олинф. Непопулярность договора привела к тому, что в 343 году до н. э. Гиперид преследовал Филократа за коррупцию (то есть получение взяток и услуг от Филиппа II). В конечном итоге Филократ бежал в изгнание и во время своего отсутствия был приговорён к смерти.

## Биография
Филократ был приписан к аттическому дему Гагнус.
Когда Филипп II Македонский опустошил город Олинф в 348 году до н. э., он захватил в плен нескольких афинских граждан. Друзья некоторых из них требовали прислать посла для переговоров об их выкупе, и это прошение было поддержано Филократом и Демосфеном. Филократ также выдвинул единогласно принятое предложение, которое позволило Филиппу послать вестника и послов в Афины для заключения мира с городом. По этой причине Эсхин обвинил Филократа в издании незаконного указа, однако Демосфен защитил его и оправдал. Затем Филократ установил, что для ведения переговоров с македонским царём должны быть назначены десять послов, и сам присоединился к делегации, которая в 346 году до н. э. заключила мир с македонянами.
В том же году, когда македонские послы прибыли в Афины, Филократ предложил предоставить Филиппу всё, что он пожелает, и прямо исключить из договора фокидцев и Керсеблепта. Однако против этого предложения выступили и Эсхин, и Демосфен, поэтому Филократ был вынужден отказаться от него. Он также вошёл во вторую делегацию, которая была послана для получения от Филиппа ратификации соглашения. Во время поездки Демосфен попытался распространить слух среди народа о плохих намерениях Филиппа по отношению к фокидцам. Тем не менее Филократ присоединился к Эсхину по поводу того, чтобы убедить население не верить утверждениям Демосфена.
Затем Филократ предложил указ, в котором, помимо восхваления справедливости правительства Филиппа и распространения договора на его преемников, было объявлено, что, если фокидцы не сдадут храм Амфитионов, афиняне вынудят их сделать это. Таким образом, Филократ выполнял интересы Филиппа, возможно, будучи подкупленным, и в обмен на свое предательство он получил пленников из Олинфа и земель Фокиды. Когда он щеголял своим новым богатством и жил в роскоши, подозрения относительно его внезапного благосостояния росли.
В 344 году до н. э. Демосфен в своей второй филиппике обратил внимание афинян на то, как они были обмануты Эсхином и Филократом, но не упомянул их имена. Последний, вероятно, чувствовал угрозу и в том же году или в начале следующего, чтобы выставить себя в лучшем свете перед народом, выступил с указом, в котором жаловался Филиппу на захват некоторых афинских кораблей одним из его навархов.
В 343 году до н. э. Гиперид обвинил Филократа в коррупции. Филократ после предварительного осуждения экклесией не стал ждать продолжения исангелии и решил покинуть страну; он был заочно приговорён к смертной казни. Немногое известно о последующих годах жизни Филократа, однако Демосфен упоминает его как человека, который напал на него с ложными обвинениями в 338 г. до н. э., после битвы при Херонее, что может указывать на его возвращение; однако Эсхин всё ещё упоминает его как изгнанного в 330 г. до н. э., что может означать, что Филократ представлял для Демосфена скорее отдалённую опасность, чем физическую угрозу из-за их прошлой близости.